# Tam Giang
Tam Giang is een xã in het district Núi Thành, een van de districten in de Vietnamese provincie Quảng Nam. Tam Giang heeft ruim 5900 inwoners op een oppervlakte van 11,51 km².

## Geografie en topografie
Tam Giang ligt op een eiland in het estuarium van de Trường Giang en de Tam Kỳ.